# Manuel du latin chrétien
Le Manuel du latin chrétien est un livre d'Albert Blaise, publié en 1955.

## Livre de référence
Le Manuel du latin chrétien d'Albert Blaise (né en 1894) fait suite à son volumineux Dictionnaire latin-français des auteurs chrétiens publié l'année d'avant.
Il fait référence notamment pour les notices lexicographiques du Trésor de la langue française (noté en abrégé : « Blaise, Lat. chrét. »)

## Éditions
- Albert Blaise, Manuel du latin chrétien, Strasbourg, La latin chrétien, 1955, 221 p.
- Albert Blaise, Manuel du latin chrétien, Turnhout, Brépols, 1986.
  - (en) Albert Blaise, A handbook of Christian Latin : style, morphology, and syntax, trad. Grant C. Roti, Brepols, Georgetown University Press, 1994. (autre titre : Handbook of Christian Latin)

### Comptes-rendus
- François Thomas, « Albert Blaise, Manuel du latin chrétien, 1955 » dans : Revue des Études Anciennes, Tome 57, 1955, n°3-4. pp. 416-417. Lire en ligne
- Bernard Pottier, « Albert Blaise, Manuel du latin chrétien, 1955 » dans : Bulletin hispanique, tome 59, n°1, 1957, p. 111. Lire en ligne